# Korab (Berg)
Der Korab (albanisch Maja e Korabit, mazedonisch Golem Korab) ist der höchste Gipfel des Korabgebirges an der Grenze zwischen Albanien und Nordmazedonien. Die Höhe des Hauptgipfels ist nicht ganz geklärt. Während albanische Quellen durchwegs 2754 m ü. A. angeben, gilt auf nordmazedonischer Seite eine Höhe von 2764 m. i. J..
Der Korab ist stark zerklüftet und besteht vor allem aus Schiefer und Kalk des Paläozoikums mit verschuppter und blockartiger Struktur sowie aus stark zerstörtem Gipsgestein der Permotrias. Auf der West-Seite fällt der Berg über Felswände steil ab. Auch die Nordseite besteht aus zerklüfteten Felsen. Eine Art Doppelspitze bildend liegt rund 150 Meter nordwestlich der Korab-Spitze innerhalb albanischen Gebiets ein weiterer Gipfel, Korab II genannt, mit fast gleicher Höhe. Im Südosten ziehen sich von einigen Felsbändern durchbrochene Wiesen bis zum Gipfel, der dadurch recht einfach zu erreichen ist und gelegentlich auch von Hirten mit ihren Schafherden aufgesucht wird.
Eine Besteigung ohne ortskundige Führung oder abseits der gekennzeichneten Wege kann wegen Blindgängern gefährlich sein. Die früher für Besteigungen von der nordmazedonischen Seite notwendige Genehmigung des dortigen Innenministeriums ist mittlerweile nicht mehr notwendig – Bergsteiger müssen an den Grenzpolizeistationen im Grenzgebiet lediglich ihre Pässe vorzeigen. Die Standardroute erfolgt vom Radika-Fluss im Mavrovo-Nationalpark aus und ist mit gut erkennbaren Wegmarkierungen ausgestattet.
Auf albanischer Seite ist das Dorf Radomira Ausgangsort für Besteigungen. Von dort gibt es zwei Routen auf den Gipfel mit etwa 1600 Höhenmetern im Aufstieg.

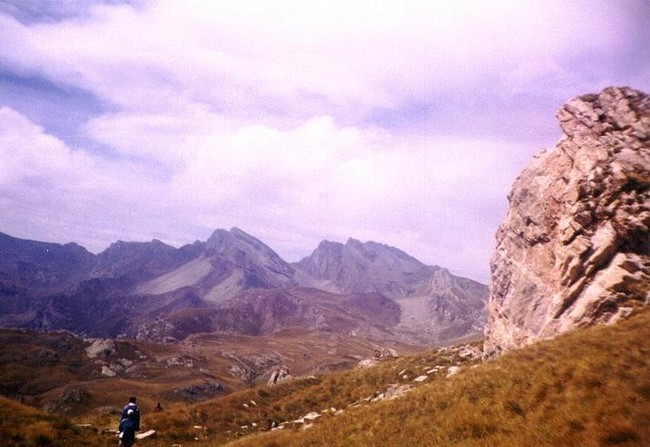
Golem Korab von der nordmazedonischen Seite
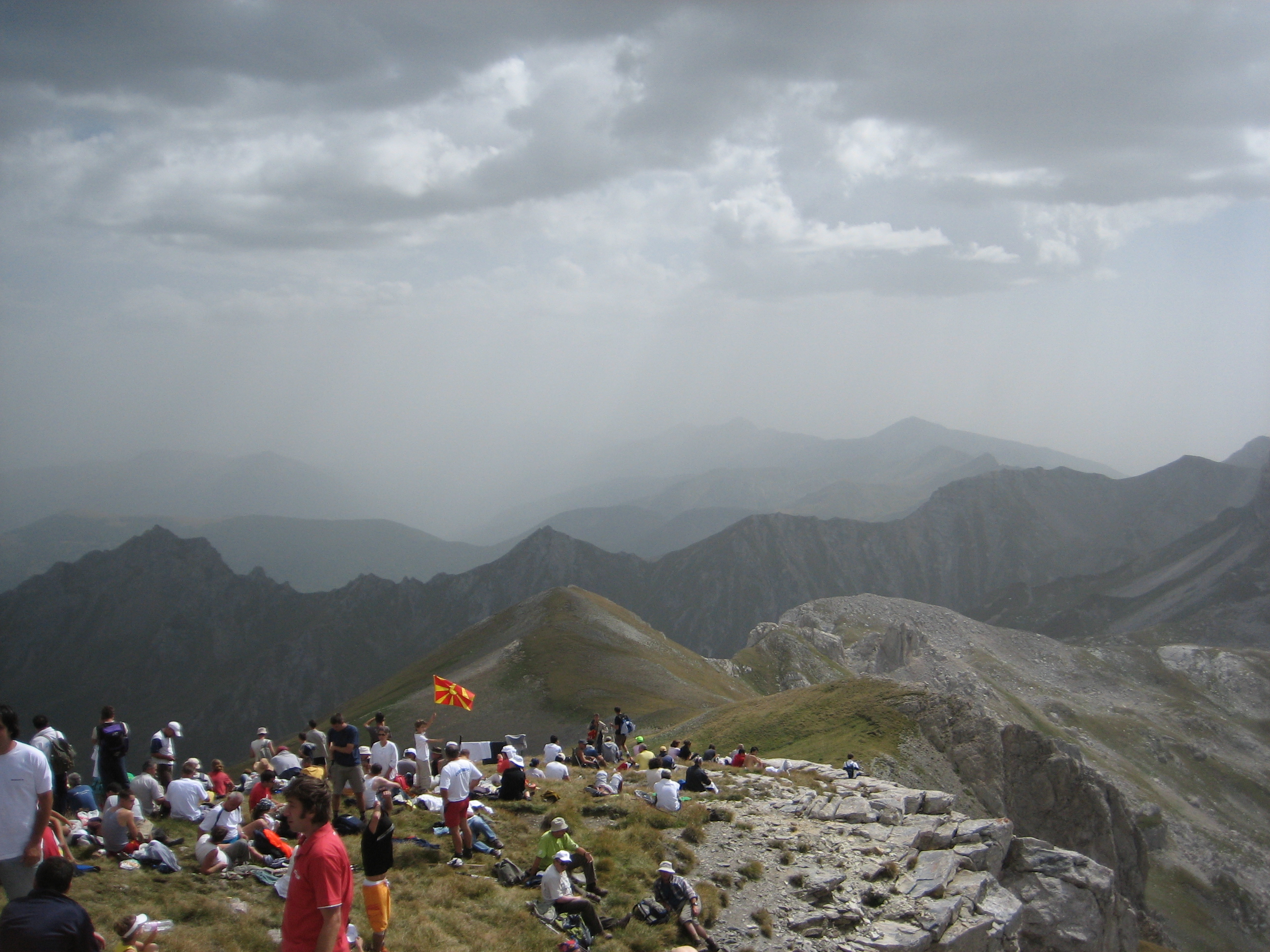
Am Gipfel während der jährlichen Besteigung des Mountain Club Korab